# Gnaphaloryx
Gnaphaloryx es un género de coleóptero de la familia Lucanidae.

## Especies
Las especies de este género son:
- Gnaphaloryx curtus
- Gnaphaloryx dain
- Gnaphaloryx multicavus
- Gnaphaloryx opacus
- Gnaphaloryx pollinosus
- Gnaphaloryx stigmatifer
- Gnaphaloryx besucheti
- Gnaphaloryx coiffaiti